# Венец (Библия)
Вене́ц (корона; коронка; венок; англ. crown) — в Библии слово, употребляющееся для перевода пяти различных еврейских слов:
1. «zer» (ивр. זר‎) — золотой бордюр Ковчега завета;
2. «nezer» (נזר) — головная повязка еврейских царей и первосвященников;
3. «zer» (זר; в перен. смысле) — власть царя;
4. «atarah» (עטרה) — головной венок как украшение или награда на играх;
5. «keter» (כתר) — царский венец.

В библейских текстах слово «венец» служит обыкновенно символом блеска и величия (Прит. 12:4; 16:31), а также символ торжества (Пс. 131:18).

## Пять еврейских слов
1. Слово «венец» служит для передачи «zer» (זר) — технического термина, употребляемого часто в священнических частях книги Исход для обозначения золотых бордюров, которыми были украшены Ковчег Завета (Исх. 25:11), стол (25:24), его стенки (25:25) и жертвенник для воскурения (30:3); такое словоупотребление редко[1].
2. Гораздо чаще слово «венец» употребляется для передачи другого еврейского слова — «nezer» (נזר), обозначавшего особую головную повязку, которую носили еврейские цари как символ своей монаршей власти (2Цар. 1:10; 2Цар. 11:12) или первосвященники (Исх. 29:6, 39:30)[1].
3. Слово «zer» (זר) употребляется в переносном смысле для обозначения власти царя («потому что богатство не навек, да и власть разве из рода в род?» / Прит. 27:24)[1].
4. Как в прямом (2Цар. 12:30; Иез. 21:31), так и в переносном смысле (Иов. 19:9, 31:36) употребляется слово «atarah» (עטרה; венец), служившее также для обозначения венков, которые возлагали себе на голову на пиршествах как украшение (Исх. 28:1) или как награду на играх (Прит. 4:9)[1].
5. В книге Эсфири для обозначения царского венца приводится слово «keter» (כתר)[1].

## Венец в Талмуде
У талмудистов слово «עטרה» употребляется вместо библейского «זר» в значении «бордюр» или «кайма» (Келим, V, 3; Агалот XIV, 1). В таргумах термин «זר» иногда передаётся словом «כליל», также означающим «венец». Для обозначения символа царствования служит позднейшее библейское «Keter», и рядом с этим вводится новое слово нееврейского происхождения, «tagah» (תגא), для обозначения царского венца и для всякого украшения вообще.

## Венец Торы
«Венец Торы» — небольшая корона с колокольчиками, которая обыкновенно изготовляется из позолоченного серебра, с надписью «כתר תורה». Она помещается на верхнем конце ручек свитка Торы. Подобная же эмблема, часто помещаемая между двумя львами, как символами силы, украшает покров свитка и покрывало Ковчега.

## Венец праведности
«Венец праведности» — блаженство праведных в будущей жизни — описано Равом в Бер., 17а: "В будущей жизни нет ни еды и питья, ни браков, ни торговли, ни зависти, ни вражды, ни соперничества, только праведники будут сидеть с венцом на голове и будут наслаждаться блеском Шехины, как сказано об избранных из сынов Израилевых: «Они видели Бога, и это было их едой и питьём» (Исх. 24:11, Таргум; синодальный перевод: «они видели Бога, и ели и пили»).
В Санг., 111б и Мег., 15б, р. Ханина говорит: «Сам Бог будет венец славы на голове каждого праведного», ибо написано: «В тот день Господь Саваоф будет венцом славы и диадемой красоты для остатка народа Своего» (Ис. 28:5).
Зогар (Ваиехи, крак. изд., 290) повествует об окружённых венцами престолах, уготованных в раю для праведных за тридцать дней до их рождения в то самое время, когда возвещается ο предстоящем переходе их души в дальний мир. Так говорит и поэт, автор «Akdamuth»: «Под балдахином из хрустальных облаков, нося на голове венец красоты, каждый в соответствии со своими делами, на престоле с семью золотыми ступенями».